# Laura Tecce
Laura Tecce (Cecina, 28 febbraio 1978) è una giornalista e conduttrice televisiva italiana.

## Biografia
Giornalista professionista dal 2007, si laurea con lode in sociologia con indirizzo comunicazione e mass media all'Università degli Studi di Roma "La Sapienza" nel 2003. Nel 2001, poco più che ventenne, ottiene tramite un corso universitario uno stage nella trasmissione politica di Rai 1 Porta a Porta e, una volta laureata, entra a far parte della redazione.
Debutta in video come inviata nel programma di politica Confronti su Rai 2 nel 2003 e nel 2006 conduce, sempre su Rai 2, il programma L'Italia sul 2 estate. Nel 2008 entra a far parte della redazione politica di Sky TG24. Nel 2010, sempre in Rai, ha condotto al fianco di Amadeus, Cuore di mamma, trasmissione in onda dal 1º marzo dal lunedì al venerdì alle 17:00, per 70 puntate. Ha collaborato con varie testate giornalistiche come ad esempio Il Giornale, Libero Quotidiano, La Notizia occupandosi di politica interna e istituzioni europee e attualmente editorialista de L'identità. È commentatrice politica nei principali talk italiani sulle reti Rai, Mediaset e LA7. 
Da ottobre 2020 ha condotto, per quattro edizioni fino al marzo 2025 su Rai 2, il programma Onorevoli confessioni, durante il quale ha svelato i lati nascosti della vita privata dei principali esponenti politici italiani.
Nel 2023 ha condotto su Rai 2 Underdog - Ho scommesso su di me, in cui ha intervistato i volti più noti dell'imprenditoria dello sport e dello spettacolo. 
Nel 2024 ha condotto Full Contact - Notizie che colpiscono, talk di attualità, il sabato pomeriggio su Rai 2.